# حافلة كهربائية هجينة

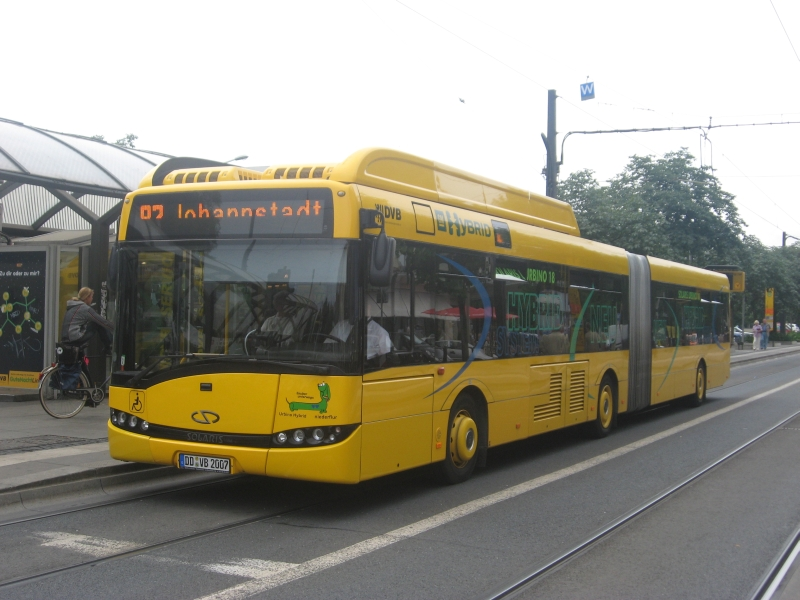
حافلة هجينة Solaris Urbino 18 تعمل في درسدن بألمانيا.

حافلة كهربائية هجينة هي حافلة ركاب (باص) من طراز مركبة كهربائية هجينة التي تعمل بمحركين مختلفين : أحدهما محرك احتراق داخلي والآخر محرك كهربائي . المحرك الكهربائي قد يقوم بتشغيله مولد كهربائي أو من الممكن أن يستمد طاقته من خلاليا وقود.

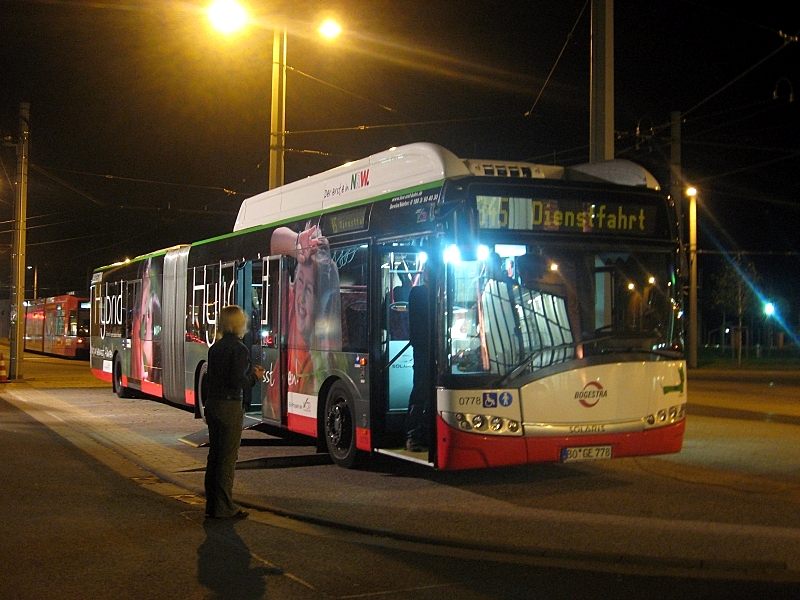
حافلة كهربائية هجينة على محطة إنغلزبورغ بألمانيا.

## المبدأ
طبقا لتعريف UNO المركبة الهجين هي المركبة التي تعمل بنظامين لتخزين الوقود على الأقل للتحريك . محولات الطاقة إلى طاقة حركة منها ما يعمل كمحرك كهربائي أو محرك بنزين أو محرك ديزل ؛ وأما لتخزين الوقود فيمكن أن يكون بطارية أو خزان وقود سائل (بنزين أو ديزل) , أو هيدروجين مضغوط لتشغيل خلية وقود.
تعمل الحافلة الكهربائية الهجينة من دون سلك علوي يمدها بالكهرباء مثلما يعمل الترولي باص . يعمل المحرك الديزل فيها باستمرار لمد الحافلة بالكهرباء ، حيث التيار الكهربائي الناتج يقوم بتشغيل المحركات الكهربائية التي تدير العجلات وكذلك يقوم بتخزين الكهرباء في المركم الكهربائي .
يكون استهلاك الوقود كبيرا عند بدأ الحركة ، وهي تأتي من المركم الكهربائي. وبالنسبة إلى طراز الحافلة فهي تعمل مثلا بخلايا وقود تعمل بالهيدروجين إذا كانت من الطراز الحديث ، حيث لا يحتاج لمحرك الاحتراق الداخلي لتحريك الحافلة .
توجد أساسا نوعين مختلفين لتقنية التحريك الهجينة.
- في تقنية الهجينة المتوازية يشترك نوعي المحركين في إدارة العجلات . ويعمل المحرك الكهربائي في تلك الحالة للمساعدة في التسير فقط. وأما التحريك بمحرك الاختراق الداخلي فهو يعمل باستمرار. تستخدم تلك التقنية في حافلات المدينة وكذلك في حافلات نقل الأشخاص بين القري ، وهذه تتميز بسرعات عالية ومسافات كبيرة بين محطات التوقف.
- في النوع الثاني يقوم محرك الاحتراق الداخلي بتشغيل مولد كهرباء أو يستخدم التيار الكهربائي الناشيء في خلايا الوقود لتخزين بطارية بالكهرباء ، كمرحلة وسطية. في تلك الحالة يمكن تشغيل محرك الاحتراق الداخلي بانتظام وفي سرعات مناسبة . وأما خلايا الوقود فيكون تشغيلها ببطء ، مما يزيد من وقت استخدام الكهرباء المخزونة . ويقوم محرك كهربائي أو عدة محركات كهربائية بإدارة العجلات ؛ وتصبح حركة الحافلة تتم كهربائيا فقط . تستخدم تلك التقنية في حافلات المدينة ، حيث المسافات قصيرة بين المحطات ، في حركة مرور كثيفة ، وبسرعات بطيئة؛ فيها يكثر السيران وتوقف الحافلة.

## احصائية لاستخدام حافلات كهربائية
نشرت صحيفة التايم في عددها 15 يناير 2018 إحصائية عن مدى انتشار استخدام حافلات كهربائية في الولايات المتحدة والصين :
- في الولايات المتحدة : 300 حافلة كهربائية في جميع الولايات ،
- في الصين : 16.359 حافلة كهربائية ، تستخدم في مدينة واحدة ، كمشروع تجريبي ، وهي مدينة شنجن.

## مزايا ومساويء حافلات كهربائية هجينة
الغرض من هذا النظام هو خفض استهلاك الوقود ، وخفض ما ينتج من غازات ضارة و ضجيج وكميات ثاني أكسيد الكربون، وهي ضارة للبيئة والإنسان . ويمكن التوصل إلى ذلك عن طريق تحسين تسريع الحافلات بتشغيل محركات ديزل في سرعات مناسبة ، وفي نفس الوقت الاستفادة من طاقة الكبح Recuperation (إلا أن محركات الديزل أصبحت مشكلة في كثير من المدن بسبب ما تطلقه من غازات أكاسيد النتروجين الضارة لصحة الناس ؛ حتى أن بعض المدن الأوروبية تفكر في منع سير السيارات الديزل في بعض الأوقات بسبب زيادة كثافة التسريبات !)
المساويء تتعلق باحتياج حجم مناسب لتلك المعدات التقنية في الحافلة علاوة على ارتفاع وزنها . فعند بناء تلك المعدات التقنية في سقف الحافلة فلا بد من تقوية الأسقف. كذلك يحتاج ذلك تطويع طريقة حركة الحافلة لتسير بأمان بهذا الثقل الكبير الموجود في أعلاها. فوقها. وخلال الشتاء حيث تنخفض درجة الحرارة أحيانا تحت الصفر في بلاد أوروبية وغيرها ، فتحتاج تلك الحافلات إلى مصدر إضافي لتشغيل الدفيات . وهذا يخفض مكتسبات هذا النظام من وجهة ادخار الوقود .

## منتجون وطرازات

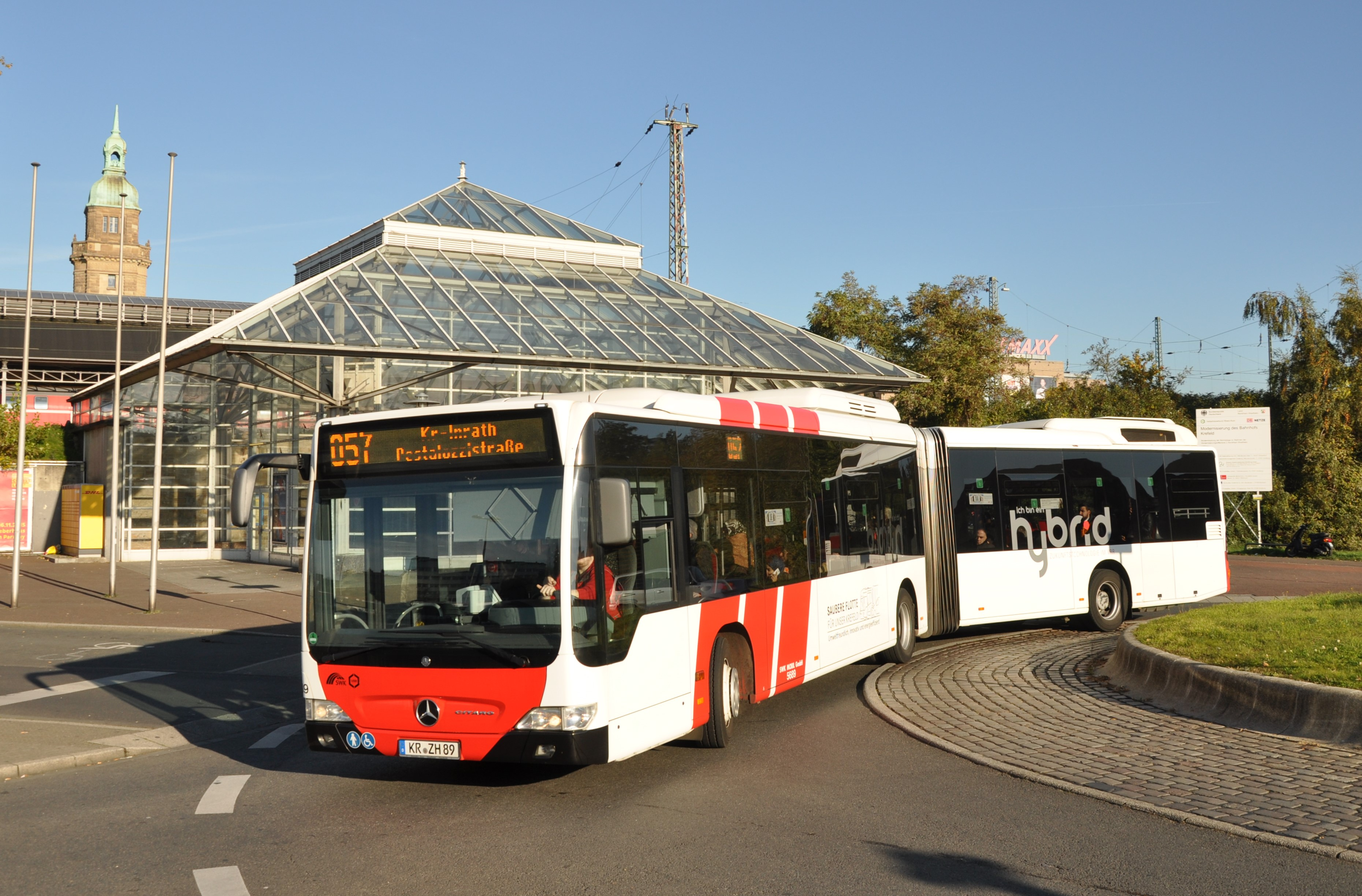
Mercedes-Benz Citaro هجينة على محطة كريفيلد، ألمانيا.
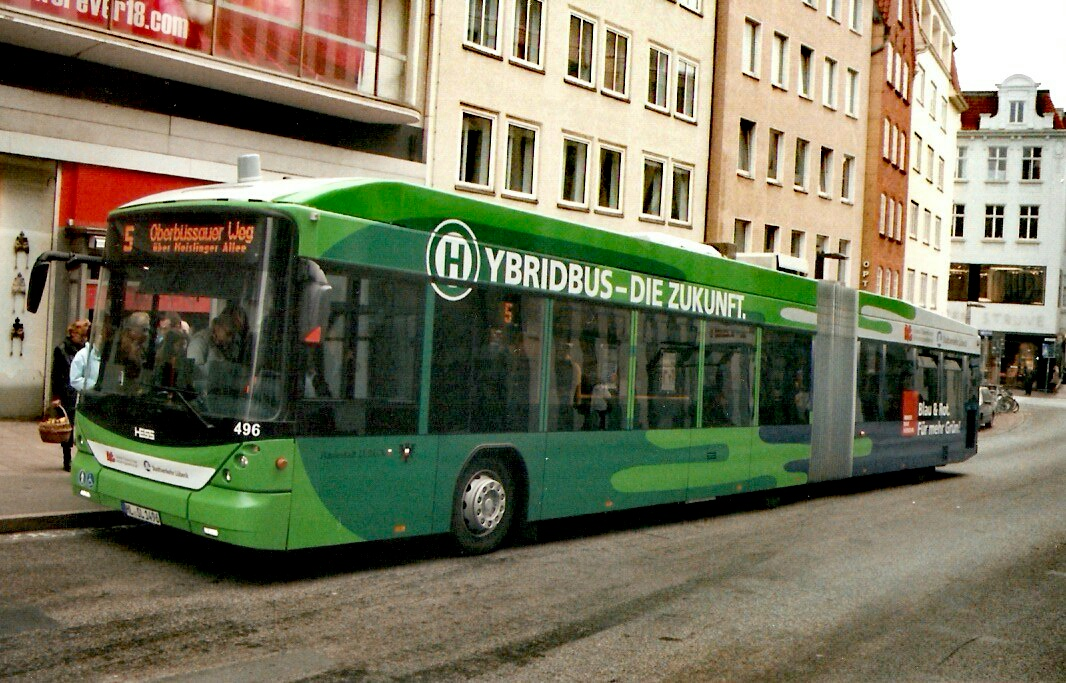
حافلة هجينة في بريمن ( Wagen 496)
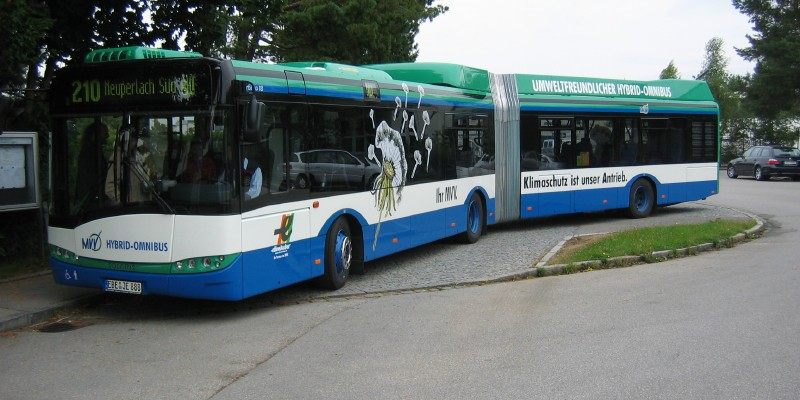
Solaris Hybridbus من شركة إتنهوبر الألمانية
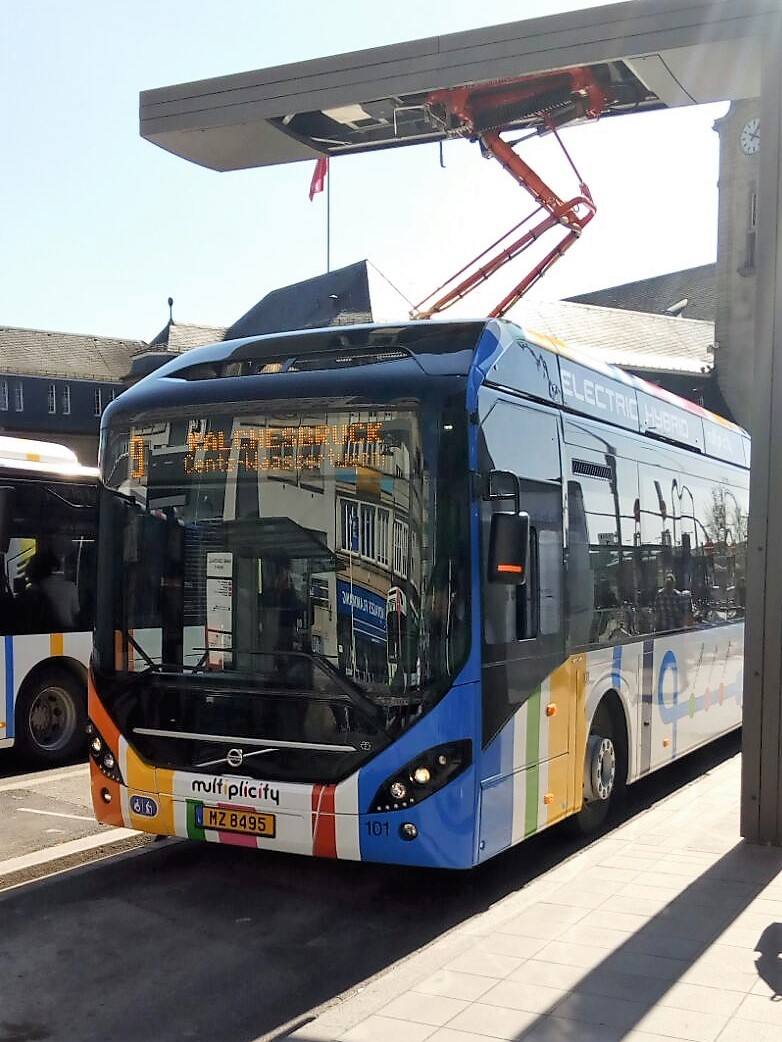
Volvo Hybridbus في محطة المد بالكهرباء في لوكسمبورغ
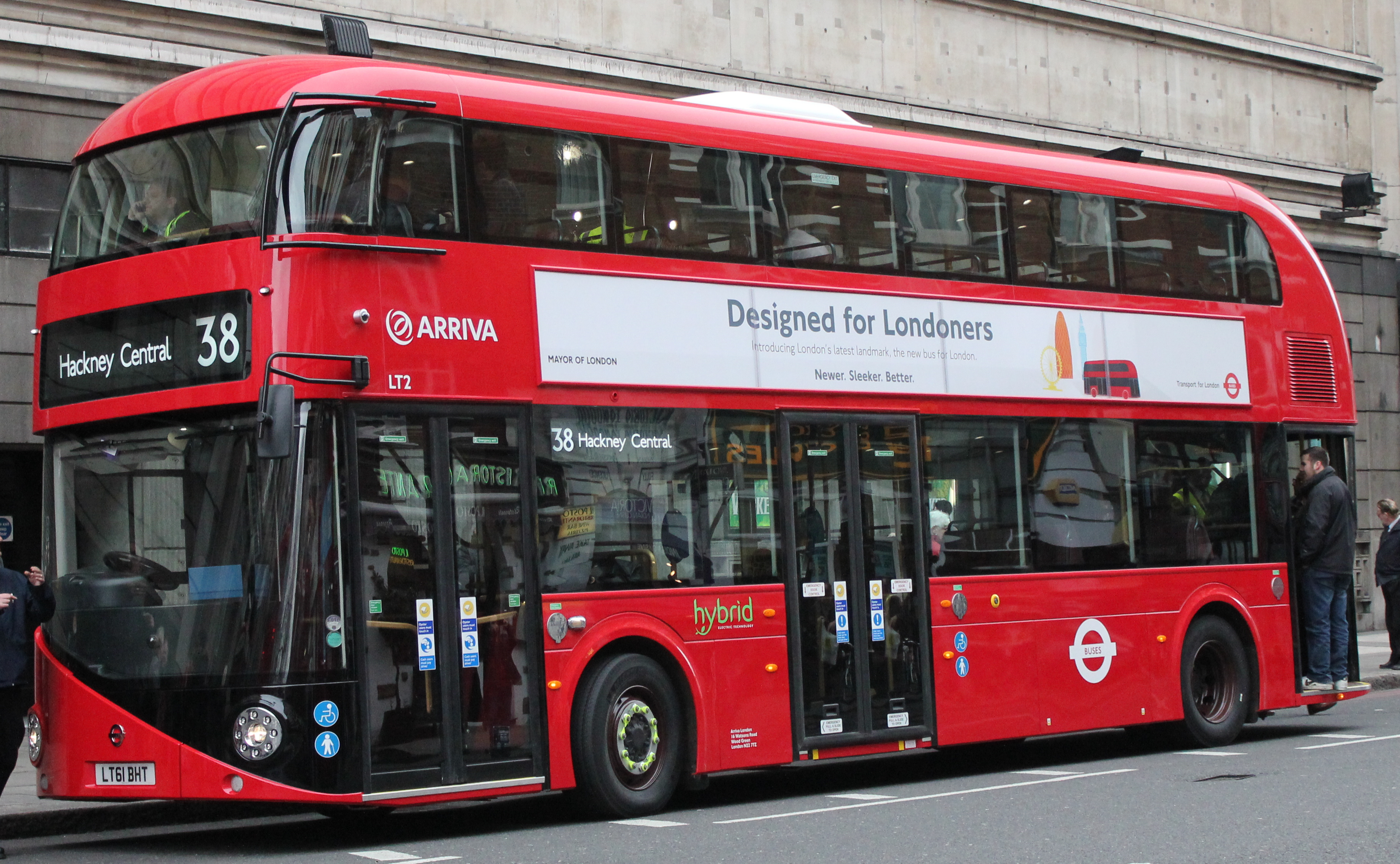
New Bus for London, هبريد ذو طابقين ، من طراز Wrightbus
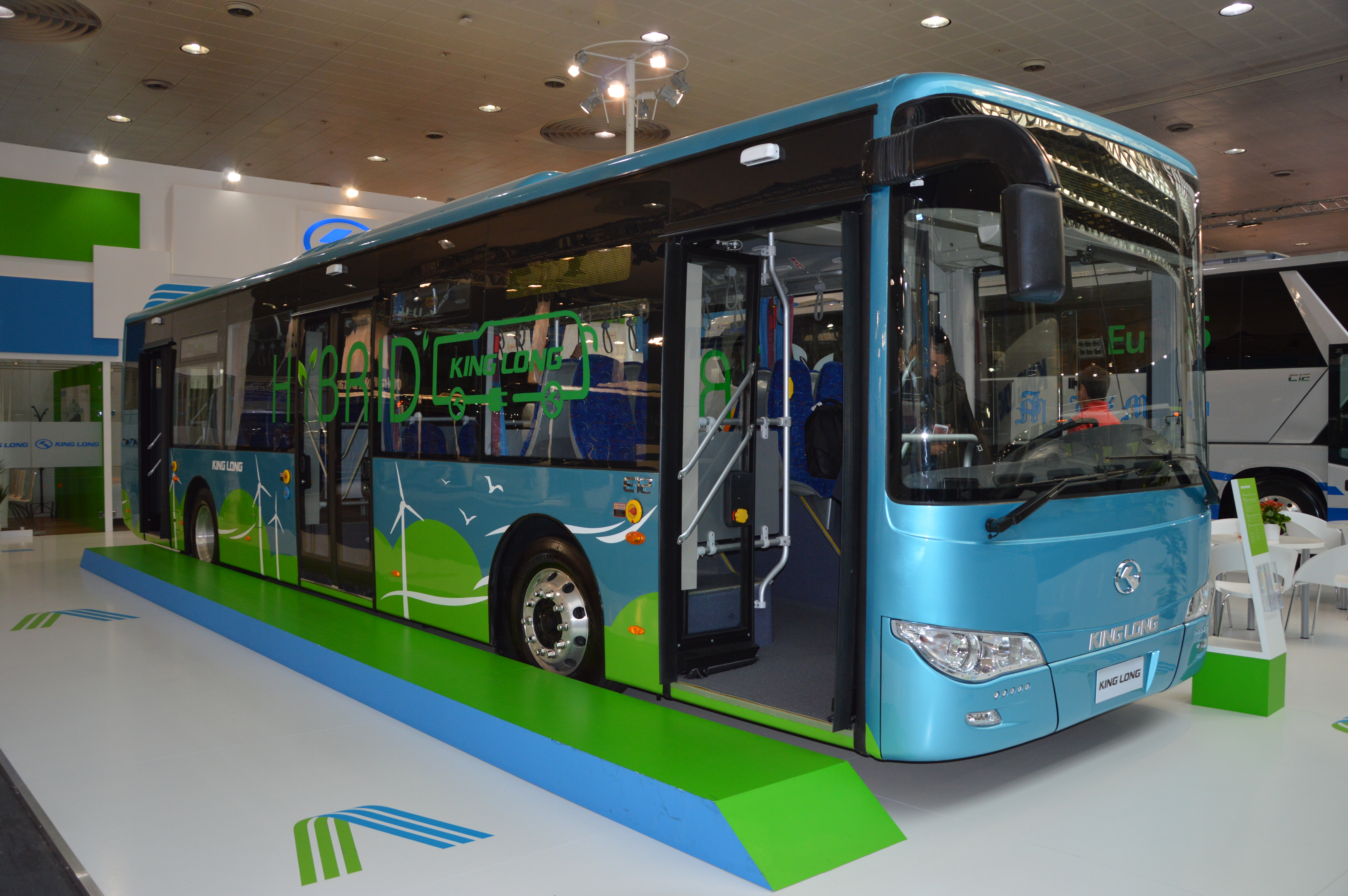
King Long Hybridbus في معرض السيارات الدولي IAA 2014